# Finsterwalde
Finsterwalde (dolnołuż i pol. hist. Grabin) – miasto we wschodnich Niemczech w kraju związkowym Brandenburgia, w powiecie Elbe-Elster, w Łużyckim Zagłębiu Węglowym. Miasto liczy ok. 18,7 tys. mieszkańców.
W mieście rozwinął się przemysł elektrotechniczny, maszynowy, metalowy oraz drzewny.

## Współpraca międzynarodowa
- Dzierzgoń, Polska
- Eppelborn, Saara
- Finspång, Szwecja
- Gouda, Holandia
- Montataire, Francja
- Nordborg, Dania
- Opsterland, Holandia
- Salaspils, Łotwa